# Estrada da Cerveja de Aischgrund
A Estrada da Cerveja de Aischgrund é uma estrada turística da Alemanha, localizada na Francônia Central, no distrito de Neustadt (Aisch)-Bad Windsheim, onde o tema central é a cerveja e sua produção.

## Ofertas turísticas
A estrada liga as localidades de Bad Windsheim no oeste e Uehlfeld no leste, ao longo do vale do rio Aisch, que dá o nome à estrada. Ao longo do percurso estão localizadas oito pequenas e médias cervejarias, sendo a mais antiga existente desde 1639, com diversas hospedarias e atrações culturais, como museus e igrejas. Dentre as diversas opções ofertadas ao turista incluem-se uma ciclovia, visitas às cervejarias, material impresso com informações sobre a cerveja e sua produção, e uma vez a cada ano em Neustadt an der Aisch o festival da cerveja de Aischgrund (Aischgründer Bierfest). No contexto da cerveja seminários, o título de "Dr. Bierologis causa“ erworben werden. Bierologis causa "a ser adquirido. Também é oferecido um seminário sobre conhecimentos gerais sobre cerveja, podendo ser adquirido um diploma com o título "dr. bierologis causa". O Grêmio da Estrada da Cerveja de Aischgrund (Arbeitsgemeinschaft Aischgründer Bierstraße), que coordena o trabalho conjunto das cervejarias e organiza as ofertas turísticas está localizado em Scheinfeld. Os planos para prolongar a estrada da cerveja até Höchstadt an der Aisch, atingindo assim a região também repleta de cervejarias de Erlangen-Höchstadt, até agora não foram concretizados. Em setembro de 2007 estrada da cerveja recebeu a condecoração "Goldene Bieridee", concedida anualmente pela Federação das Cervejarias da Baviera (Bayerischer Brauerbund) e pela Associação dos Hotéis e Hospedarias da Baviera (Bayerischer Hotel- und Gaststättenverband).

## Locais com cervejarias ao longo da Estrada da Cerveja
| Imagem | Cervejaria                 | Localidade            | Ano de fundação |
|        | Bad Windsheimer Bürgerbräu | Bad Windsheim         | 1923            |
|        | Brauhaus Döbler            | Bad Windsheim         | 1867            |
|        | Hausbrauerei Kohlenmühle   | Neustadt an der Aisch | 1867            |
|        | Brauerei Windsheimer       | Gutenstetten          | 1767            |
|        | Brauerei Loscher           | Münchsteinach         | 1881            |
|        | Privatbrauerei Hofmann     | Pahres                | 1663            |
|        | Brauerei-Gasthof Prechtel  | Uehlfeld              |                 |
|        | Brauerei Zwanzger          | Uehlfeld              | 1639            |